# Stary Tartak (Katowice)
Stary Tartak – najstarsza część Murcek, obecnie także część Katowic. W okolicy Starego Tartaku położony jest rejon leśny noszący nazwę Rudnych Kotlisk, gdzie wydobywano rudę darniową służącą do wytopu żelaza w Kuźnicy Jaroszowickiej. Jest to także teren, z którego wypływa strumień Rów Murckowski. W Starym Tartaku mieściła się dawna kopalnia Murcki – obecnie większość jej dawnych budynków została wyburzona. W czasach księstwa pszczyńskiego w tej części Murcek znajdował się także punkt poboru myta. Nazwa tego historycznego przysiółka wzięła się od istniejących tu niegdyś tartaków. Aktualnie Stary Tartak to w dużej części teren przemysłowy, mieści się tu m.in. hałda po starej kopalni Murcki. Przy wjeździe ulicą Szarych Szeregów od strony Kostuchny znajduje się ponadto cmentarz nazywany „nowym”.

## Tartaki
Pierwszy tartak powstał w Murckach w 1846 roku i był położony przy skrzyżowaniu ulic Pawła Kołodzieja i Tartacznej. Nazywano go „Starą Piłą”. Został zlikwidowany na początku XX wieku po otwarciu w roku 1900 nowego zakładu stolarskiego. Pierwotnie był niewielki. W 1910 roku wybudowano budynek i hale montażowe. Był to jeden z najnowocześniejszych tego typu zakładów na Górnym Śląsku. Obecnie jego dawne budynki znajdują się przy ulicy Tartacznej 26.